# شهرک آوان
شهرک آوان (به انگلیسی: Awan Town) یک منطقهٔ مسکونی در پاکستان است که در پنجاب واقع شده‌است.